# Азовски историко-археологически и палеонтологичен музей-резерват
Азовският историко-археологически и палеонтологичен музей-резерват (на руски: Азовский историко-археологический и палеонтологический музей-заповедник) в град Азов, Ростовска област, e сред най-големите музеи в южната част на Русия, както и с най-богатата палеонтологична колекция в Южна Русия.
Музеят е основан на 17 май 1917 г. от Михаил Аронович Макаровски. В музея работят 168 служители, 29 от тях са с диплома, служителите на музея са активно ангажирани в научни дейности, публикувани в реферирани списания.